# Wang Yeu-tzuoo
Wang Yeu-tzuoo (oft auch Jimmy Wang, chinesisch 王宇佐, Pinyin Wáng Yǔzuǒ, * 8. Februar 1985 in Saudi-Arabien) ist ein taiwanischer Tennisspieler.

## Karriere
Wang, der mit sieben Jahren mit dem Tennisspielen angefangen hat, war in seiner Juniorenkarriere mehrfach erfolgreich. So erreichte er im Jahr 2001 die Einzelfinals bei den Australian Open und den US Open, verlor diese jedoch gegen Janko Tipsarević und Gilles Müller. Seine höchste Platzierung in der Juniorenweltrangliste war Rang drei.
Im Laufe seiner Profikarriere ist Wang hauptsächlich im Einzel aktiv. Er konnte auf der zweitklassigen ATP Challenger Tour bislang fünf Titel gewinnen, wobei sein letzter Sieg auf das Jahr 2007 datiert. Sämtliche Titel gewann er auf Hartplatz. Bei Grand-Slam-Turnieren erreichte er 2006 in Melbourne und in Wimbledon jeweils die zweite Runde, was sein bestes Resultat bei Grand Slams darstellt.
Seit 2001 spielt Wang für die taiwanische Davis-Cup-Mannschaft. Mit insgesamt 24 Siegen ist er deren erfolgreichster Spieler in der Davis-Cup-Geschichte.

## Erfolge
| Legende (Anzahl der Siege)                       |
| Grand Slam                                       |
| Tennis Masters Cup ATP World Tour Finals         |
| ATP Masters Series ATP World Tour Masters 1000   |
| ATP International Series Gold ATP World Tour 500 |
| ATP International Series ATP World Tour 250      |
| ATP Challenger Tour (6)                          |

### Einzel

#### Turniersiege
| Nr. | Datum              | Turnier           | Belag     | Finalgegner    | Ergebnis      |
| --- | ------------------ | ----------------- | --------- | -------------- | ------------- |
| 1.  | 19. Mai 2002       | Fargʻona          | Hartplatz | Tuomas Ketola  | 6:3, 6:1      |
| 2.  | 2. März 2005       | Ho-Chi-Minh-Stadt | Hartplatz | Tomas Behrend  | 6:3, 7:64     |
| 3.  | 11. September 2005 | Istanbul          | Hartplatz | Michael Berrer | 4:6, 6:4, 6:3 |
| 4.  | 3. Mai 2007        | Busan             | Hartplatz | Jan Vacek      | 6:3, 6:2      |
| 5.  | 29. Juli 2007      | Recanati          | Hartplatz | Andrei Golubew | 6:3, 3:6, 6:4 |

### Doppel

#### Turniersiege
| Nr. | Datum         | Turnier   | Belag     | Partner   | Finalgegner                | Ergebnis |
| --- | ------------- | --------- | --------- | --------- | -------------------------- | -------- |
| 1.  | 31. März 2013 | Le Gosier | Hartplatz | Dudi Sela | Philipp Marx Florin Mergea | 6:1, 6:2 |